# Kiss Me, Kate
Pour les articles homonymes, voir Kiss Me, Kate (homonymie).
Kiss Me, Kate est une comédie musicale américaine de Cole Porter, la chorégraphie étant de Hanya Holm, le livret de Bella et Samuel Spewack d'après Shakespeare, créée à Broadway en 1948.

## Argument
En 1948, au Ford's Theatre de Baltimore (Maryland), des acteurs répètent une adaptation musicale de La Mégère apprivoisée, avec dans les deux rôles principaux Fred Graham interprétant Petruchio (et dirigeant cette adaptation), et son ex-épouse devenue une célèbre actrice de cinéma, Lilli Vanessi, jouant Katharine. Lois Lane, la petite amie de Fred qui joue le rôle de Bianca, s'intéresse à Bill Calhoun, l'interprète de Lucentio ; Lilli, jalouse de Lois, est toujours amoureuse de Fred, bien que fiancée à Harrison Howell. L'action est un incessant va-et-vient entre la réalité et le déroulement de la pièce adaptée. Finalement, Fred et Lilli d'une part, Bill et Lois d'autre part, seront réunis...

## Fiche technique
- Titre original : Kiss Me, Kate
- Livret : Samuel et Bella Spewack, d'après la pièce La Mégère apprivoisée (The Taming of the Shrew) de William Shakespeare
- Musique et lyrics : Cole Porter
- Mise en scène :  John C. Wilson
- Chorégraphie : Hanya Holm
- Direction musicale : Pembroke Davenport
- Orchestrations : Robert Russell Bennett
- Arrangements de la musique de scène : Genevieve Pitot
- Décors et costumes : Lemuel Ayers
- Lumières : Al Alloy
- Producteurs : Saint Sabber et Lemuel Ayers
- Date de première représentation : 30 décembre 1948 au New Century Theatre (en) (jusqu'au 28 juillet 1950 puis au Shubert Theatre à partir du 31 juillet 1950)
- Date de dernière représentation : 28 juillet 1951
- Nombre de représentations : 1 077

## Distribution originale
- Alfred Drake : Fred Graham / Petruchio (La Mégère)
- Patricia Morison : Lilli Vanessi / Katharine (La Mégère)
- Lisa Kirk : Lois Lane / Bianca (La Mégère)
- Harold Lang : Bill Calhoun / Lucentio (La Mégère)
- Harry Clark : Premier homme (un gangster)
- Jack Diamond : Second homme (un gangster)
- Thomas Hoier : Harry Trevor / Baptista (La Mégère)
- John Castello : Haberdasher (La Mégère)
- Edwin Clay : Gremio (La Mégère)
- Charles Wood : Hortensio (La Mégère)
- Lorenzo Fuller : Paul
- Denis Green : Harrison Howell
- Annabelle Hill : Hattie
- Don Mayo : Ralph, le metteur en scène
- Bill Lilling : le portier

## Numéros musicaux
| Acte I - Overture (instrumental) - Another Op'nin', Another Show (Hattie, ensemble) - Why Can't You Behave? (Lois, Bill) - Wunderbar (Fred, Lilli) - So in Love (Lilli) - We Open in Venice (Petruchio, Katharine, Bianca, Lucentio) - Tom, Dick or Harry (Bianca, Lucentio, Gremio, Hortensio) - I've Come to Wive It Wealthily in Padua (Petruchio, ensemble masculin) - I Hate Men (Katharine) - Were Thine That Special Face (Petrucchio) - Cantiamo d'amore (Bianca, Lucentio, ensemble) - Kiss Me, Kate (Finale) (Petruchio, Katharine, ensemble) | Acte II - Too Darn Hot (Paul, ensemble) - Where Is the Life That Late I Led ? (Petruchio) - Always True to You (In My Fashion) (Lois) - Bianca (Bill, ensemble) - So in Love (reprise) (Fred) - Brush Up Your Shakespeare (les deux gangsters) - I Am Ashamed That Women Are So Simple (Katharine) - Kiss Me, Kate (Finale ultimo) (Petruchio, Katharine, ensemble) |

## Reprises (sélection)
Broadway

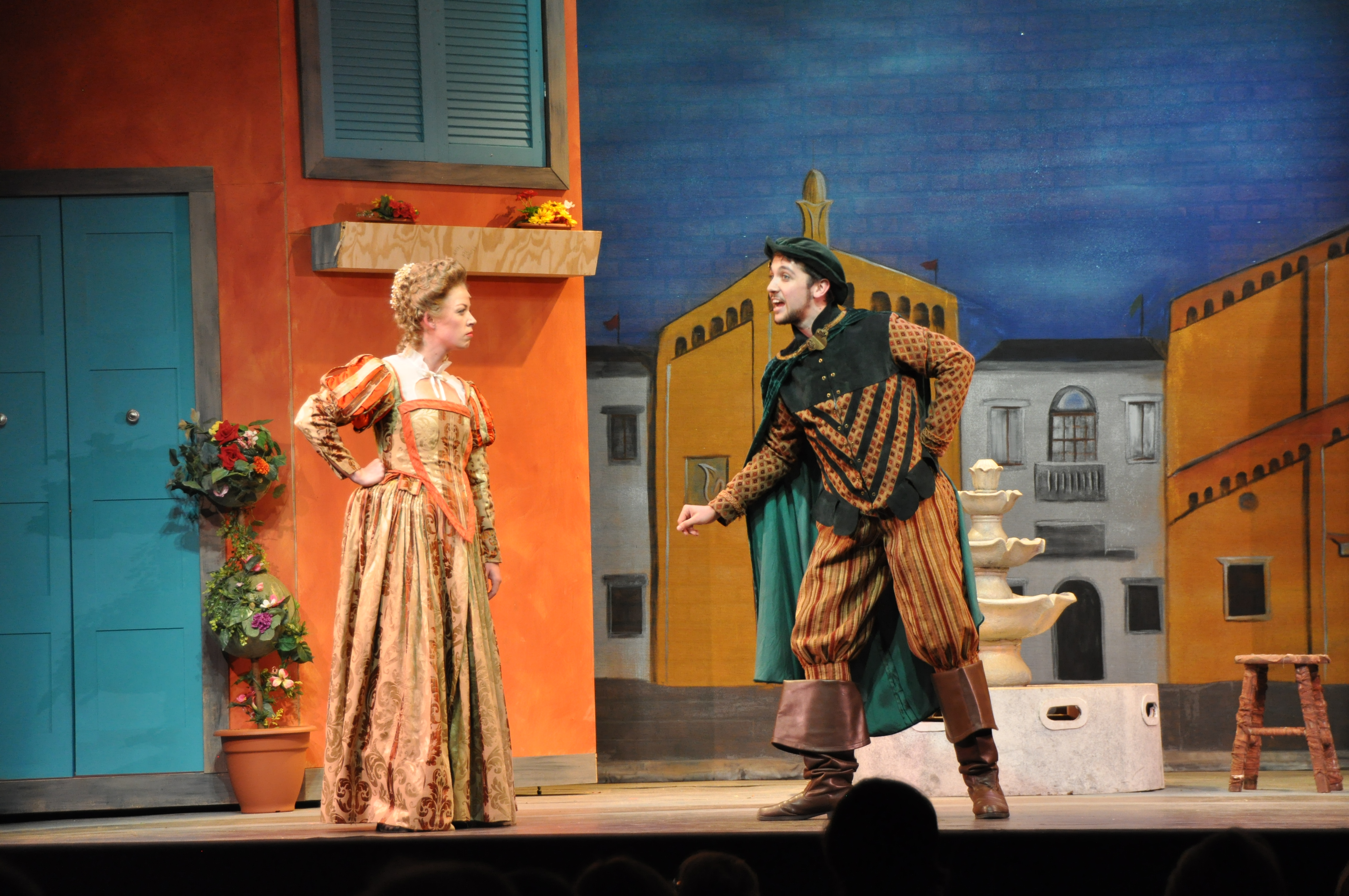
Représentation de Kiss Me, Kate au Monomoy Theatre, en 2014.

- 1952 : au Broadway Theatre avec Holly Harris, Lillyn Brown et Robert Wright (8 représentations) ;
- 1999-2001 : au Martin Beck Theatre avec Marin Mazzie et Brian Stokes Mitchell (881 représentations, (précédées de 28 avant-premières) ;

Londres
- 1951-1952 : au Coliseum Theatre, avec Patricia Morison et Bill Johnson (501 représentations) ;
- 2001-2002 : au Victoria Palace Theatre avec Marin Mazzie et Brent Barrett.

Paris
- 1992 : au théâtre Mogador et au Grand Théâtre de Genève avec Marie Zamora et Bernard Alane, mise en scène et adaptation française Alain Marcel, direction musicale Oswald d'Andréa ;
- 2016 : au théâtre du Châtelet avec Christine Buffle et David Pittsinger, mise en scène Lee Blakeley, direction musicale David Charles Abell (10 représentations du 3 au 12 février).

## Adaptation au cinéma
- 1953 : Embrasse-moi, chérie (Kiss Me, Kate) de George Sidney, avec Kathryn Grayson (Lilli), Ann Miller (Lois Lane) et Howard Keel (Fred).

## Distinctions

### Récompenses
- Tony Awards 1949 :
  - Meilleure comédie musicale (Tony Award for Best Musical) pour Cole Porter, Samuel et Bella Spewack ;
  - Meilleur auteur d'une comédie musicale (Tony Award for Best Author - Musical) pour Samuel et Bella Spewack ;
  - Meilleur compositeur et lyriciste (Tony Award for Best Composer and Lyricist) pour Cole Porter ;
  - Meilleurs costumes (Tony Award for Best Costume Design - Musical) pour Lemuel Ayers ;
  - Meilleur producteur d'une comédie musicale (Tony Award for Best Producer - Musical) pour Saint Subber et Lemuel Ayers.

- Drama Desk Awards 2000 : 
  - Reprise la plus marquante d'une comédie musicale (Drama Desk Award for Outstanding Revival of a Musical) pour Roger Berlind et Roger Horchow, producteurs ;
  - Meilleur acteur dans une comédie musicale (Drama Desk Award for Outstanding Actor in a Musical) pour Brian Stokes Mitchell ;
  - Meilleur metteur en scène d'une comédie musicale (Drama Desk Award for Outstanding Director of a Musical) pour Michael Blakemore ;
  - Meilleures orchestrations (Drama Desk Award for Outstanding Orchestrations) pour Don Sebesky ;
  - Meilleurs décors d'une comédie musicale (Drama Desk Award for Outstanding Set Design of a Musical) pour Robin Wagner ;
  - Meilleurs costumes (Drama Desk Award for Outstanding Costume Design) pour Martin Pakledinaz.
- Tony Awards 2000 : 
  - Meilleure reprise d'une comédie musicale (Tony Award for Best Revival of a Musical) pour Roger Berlind et Roger Horchow, producteurs ;
  - Meilleur acteur dans une comédie musicale (Tony Award for Best Performance by a Leading Actor in a Musical) pour Brian Stokes Mitchell (Fred/Petruchio) ;
  - Meilleurs costumes d'une comédie musicale (Tony Award for Best Costume Design - Musical) pour Martin Pakledinaz ;
  - Meilleure mise en scène pour une comédie musicale (Tony Award for Best Direction of a Musical) pour Michael Blakemore ;
  - Meilleures orchestrations (Tony Award for Best Orchestrations) pour Don Sebesky.

- En 1998, l'enregistrement de l’œuvre avec la distribution originale sorti chez Columbia Records en 1949 reçoit le Grammy Hall of Fame Award, avant d'être inscrit en 2014 au registre national des enregistrements (National Recording Registry) de la bibliothèque du Congrès à Washington[2],[3].